# Retrato de grupo de regentes

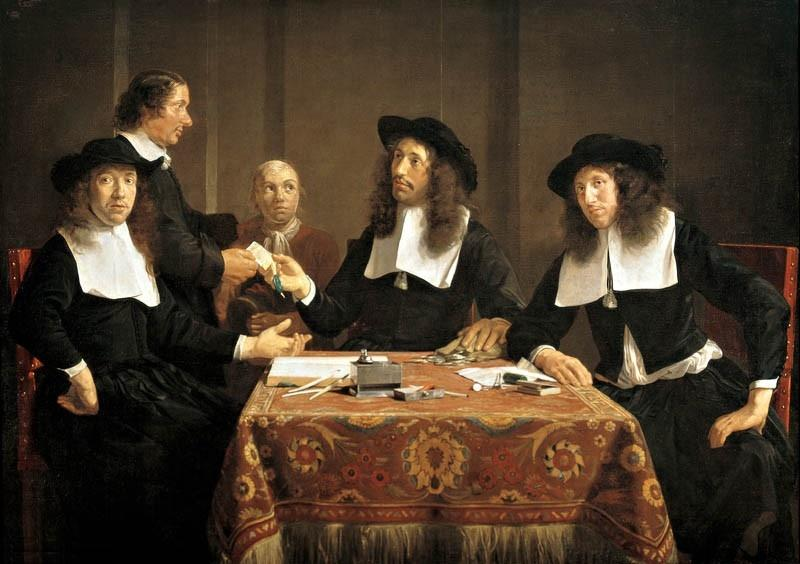
Los regentes de los Leproos-, Pest- en Dolhuis en Haarlem, pintado por Jan de Bray en 1667

Un retrato de grupo de regentes ( regentenstuk o regentessenstuk en holandés, literalmente "cuadro de regentes"), es un retrato de grupo de una junta de fideicomisarios, llamados regentes, de una organización o gremio de caridad. Este tipo de retrato de grupo fue muy popular en la pintura holandesa del Siglo de Oro durante el siglo XVII y el siglo XVIII. Debían colgarse en la regentenkamer, la sala de reuniones de los regentes, el despacho del regidor u otro lugar destacado de la institución.

## Características
Los regentes de una organización benéfica (como un orfanato, una casa de pobres, un hospital o un hofje) o un gremio procedían de los regenten, la clase alta de la sociedad holandesa. Era una fuente honoraria de prestigio, por lo que los regentes estaban ansiosos por ser representados en este papel. Los principales retratistas de la época recibieron el encargo de hacer regentenstukken, entre ellos Rembrandt (cuyo Síndicos del gremio de pañeros es un tratamiento sutil de un grupo alrededor de una mesa), Frans Hals, Ferdinand Bol, Abraham de Vries y Bartholomeus van der Helst. Los encargos resultaron lucrativos, sobre todo porque los regentes solo servían durante unos pocos años, para ser reemplazados por un nuevo grupo de regentes que estaban igualmente ansiosos por ser pintados.

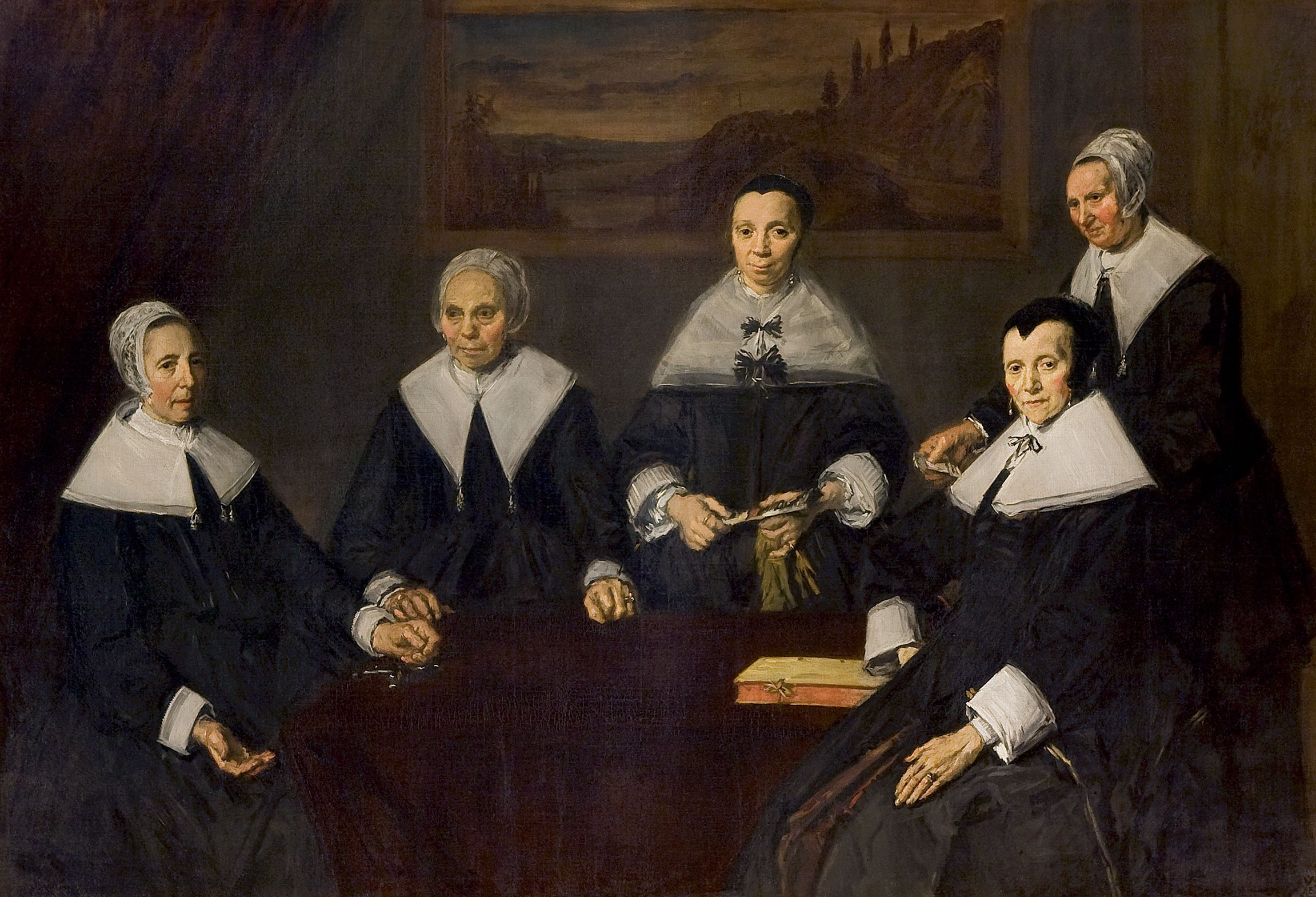
Regentes del asilo de ancianos de Haarlem, Frans Hals, 1664

En algunas instituciones, las regentes eran todas mujeres, por lo que los retratos eran de grupos exclusivamente femeninos, o había regentes mixtos que se pintaban por separado, como en los dos retratos de Hals de los regentes y las regentes del asilo de ancianos. De vez en cuando, la pintura representaba no solo a los regentes, sino también a otros, como el binnenvader o binnenmoeder, que estaba a cargo de las gestiones del día a día. Por ejemplo, Abraham de Vries en 1633 pintó un regentenstuk para el orfanato Burgerweeshuis en Ámsterdam que muestra no solo a los regentes, sino también al binnenvader admitiendo a una joven huérfana.

## Evolución
Los Retratos de grupo, en gran medida una invención holandesa, eran populares en el gran número de asociaciones civiles que eran una parte importante de la vida holandesa, como el retrato de grupo de la milicia o schuttersstuk mostrando a los oficiales de una ciudad (schutterij), los consejos de administración y los regentes de gremios y fundaciones benéficas y similares. Especialmente en la primera mitad del siglo XVII, los retratos eran muy formales y de composición rígida. Los patronos prefirieron una imagen de austeridad y humildad, posando con ropa oscura (que por su refinamiento atestiguaba su posición prominente en la sociedad), a menudo sentados alrededor de una mesa, con expresiones solemnes en sus rostros. Los científicos a menudo posaban con instrumentos y objetos de su estudio a su alrededor. Los grupos solían estar sentados alrededor de una mesa, cada persona mirando al espectador. Se prestaba mucha atención a los detalles finos de la ropa y, cuando correspondía, a los muebles y otros signos de la posición de las personas en la sociedad. Más adelante en el siglo, los grupos se volvieron más animados y los colores más brillantes.

## Reparto del costo y composición
El costo de los retratos de grupo solía ser compartido por los sujetos representados, a menudo no por igual. La cantidad pagada podría determinar el lugar de cada persona en la imagen, ya sea de la cabeza a los pies, con todos sus atuendos en primer plano o solo la cara de frente, en la parte posterior del grupo. A veces, todos los miembros del grupo pagaban una suma igual, lo que probablemente daría lugar a disputas cuando algunos miembros obtenían un lugar más prominente en la imagen que otros.
En Ámsterdam, la mayoría de estas pinturas finalmente terminaron en posesión del ayuntamiento, y muchas están ahora expuestas en el Museo de Ámsterdam.

## Galería

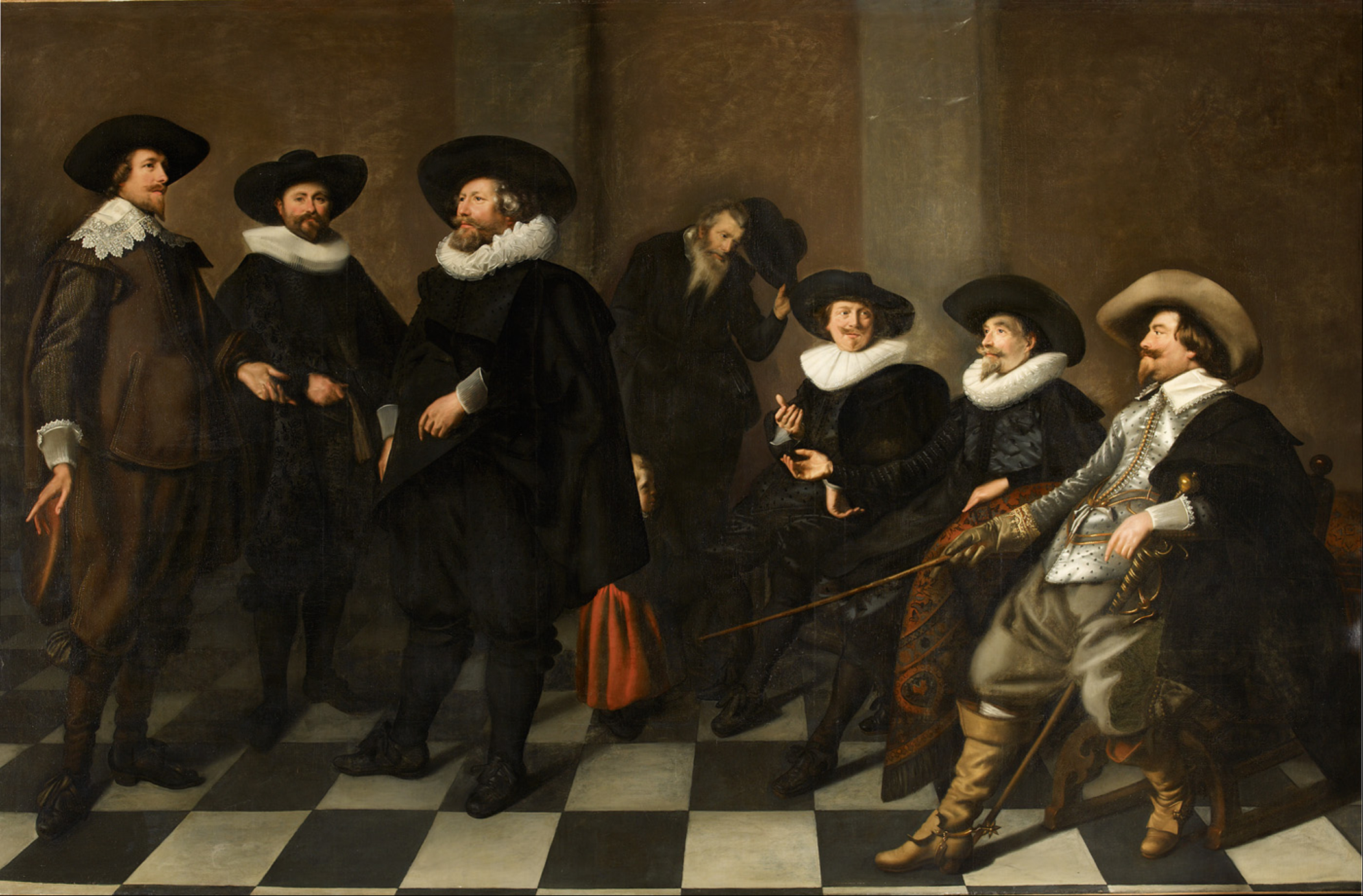
Regentes del orfanato Burgerweeshuis en Amsterdam, pintado por Abraham de Vries en 1633
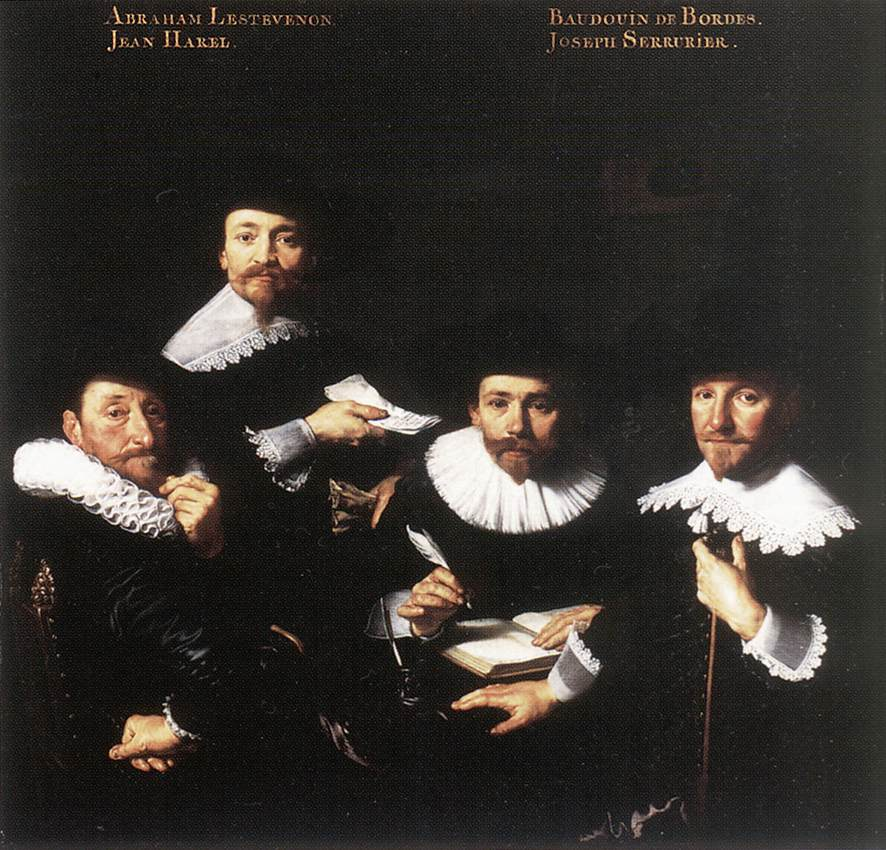
Regentes del orfanato Walenweeshuis en Amsterdam, pintado por Bartholomeus van der Helst en 1637
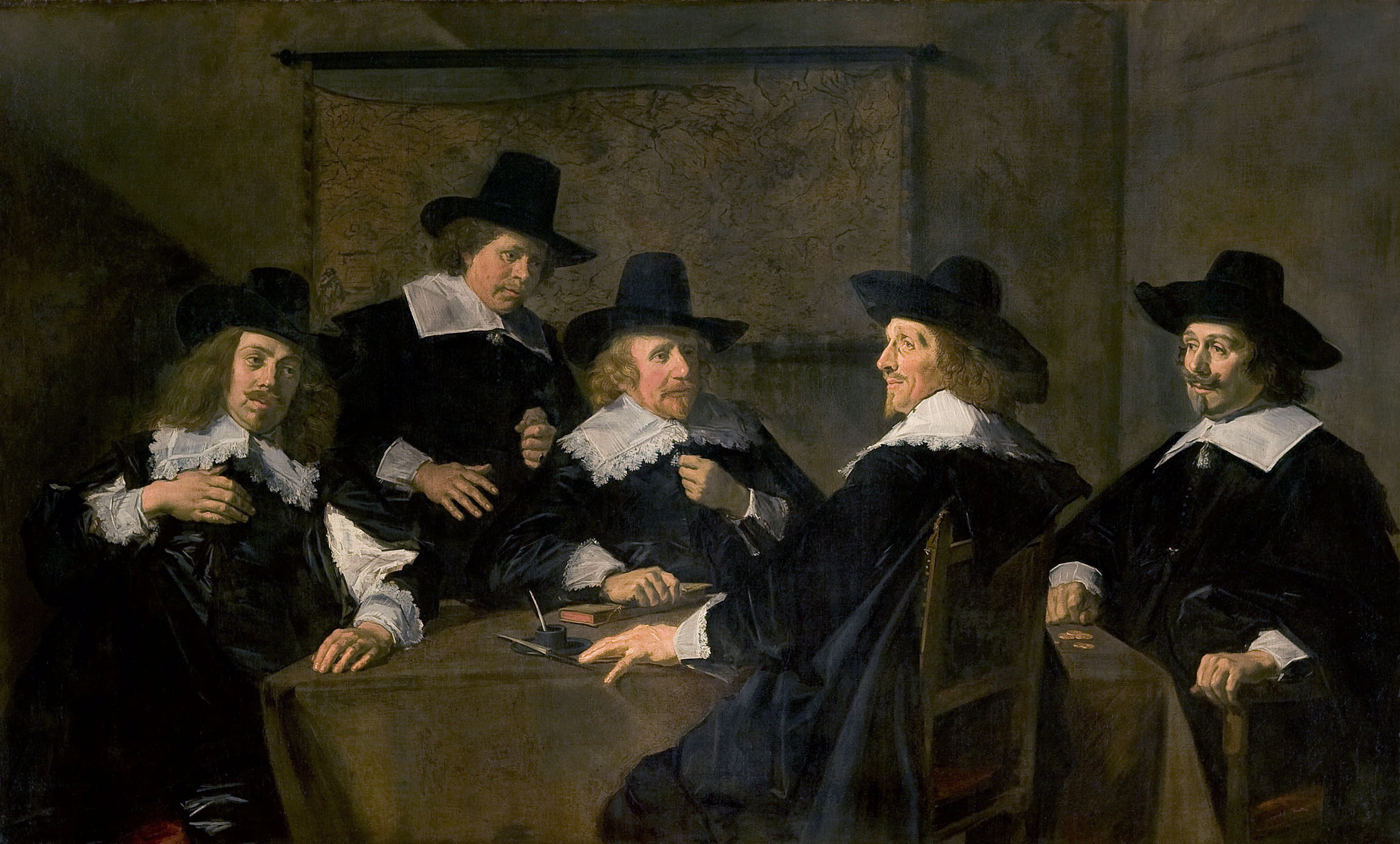
Regentes del hospital St. Elisabethgasthuis en Haarlem, pintado por Frans Hals en 1641
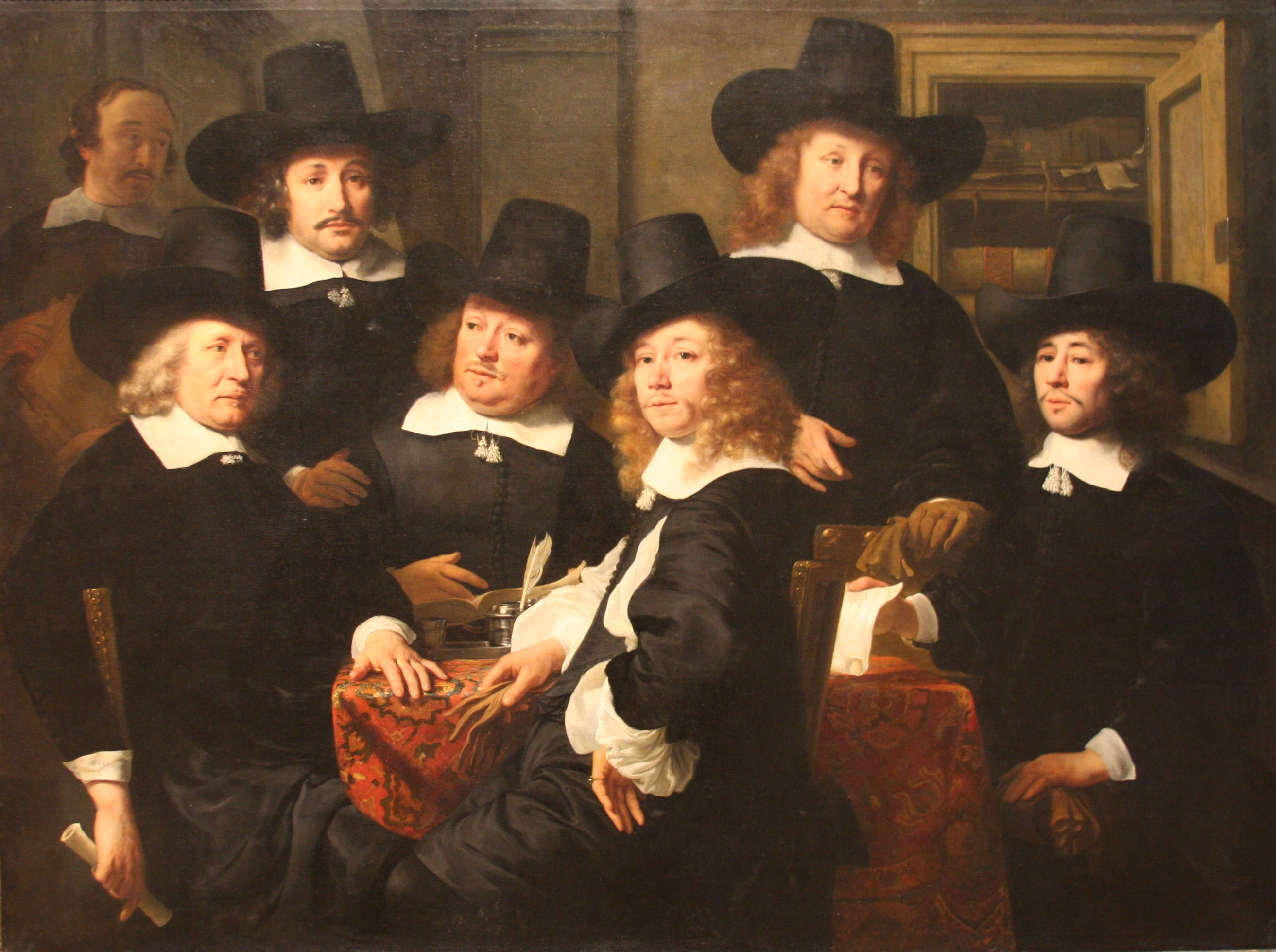
Los seis regentes y el beadle de los Nieuwezijds Huiszittenhuis en Amsterdam, pintado por Ferdinand Bol en 1657
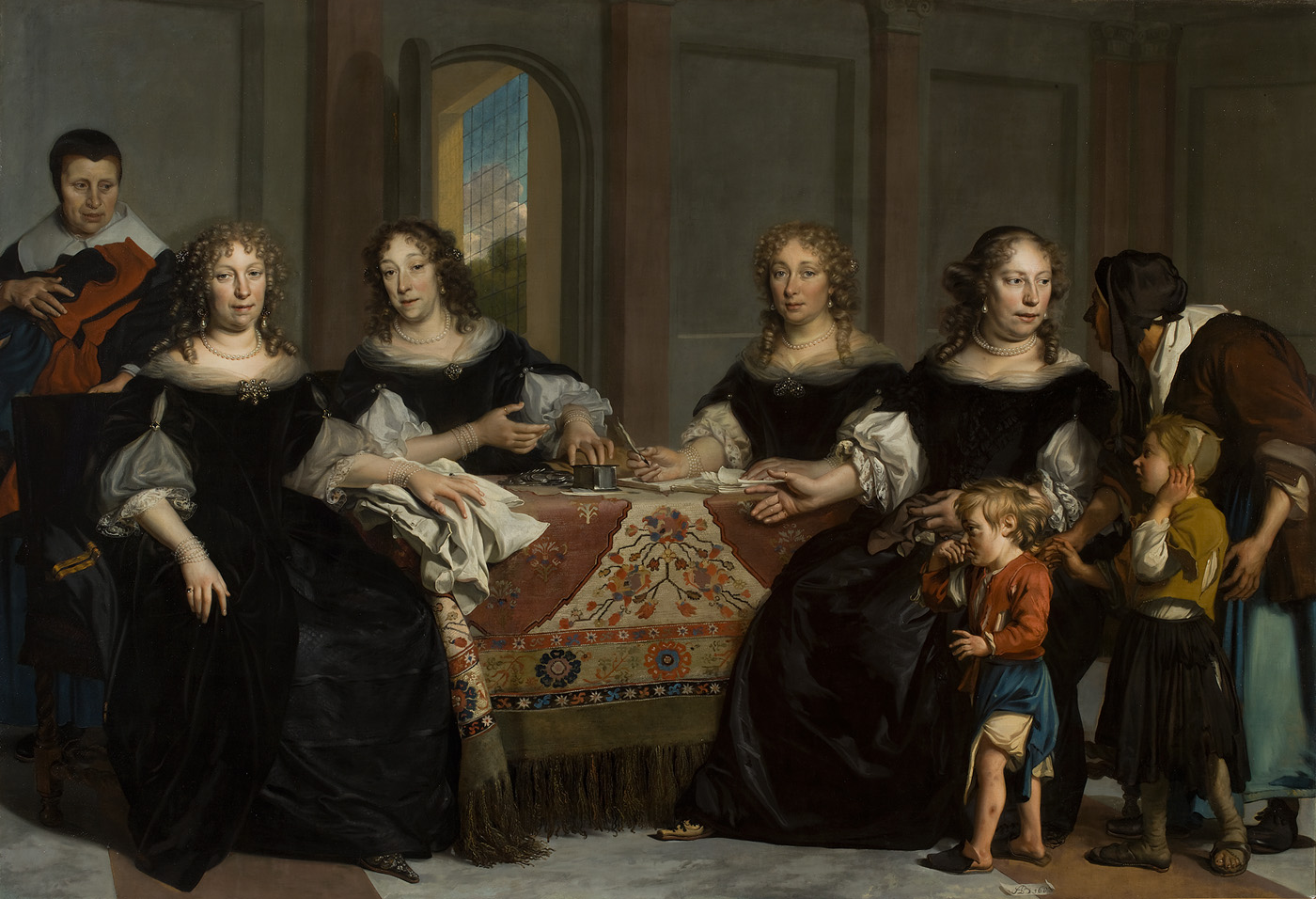
Regentes femeninas del Burgerweeshuis en Amsterdam, pintado por Adriaen Backer en 1683
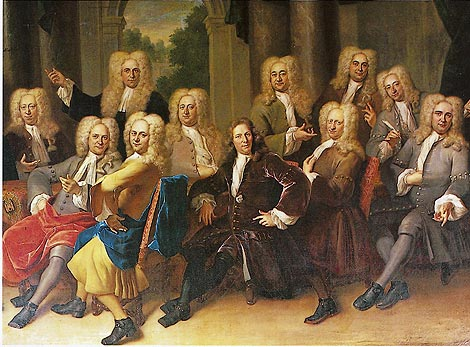
Regentes del orfanato Stadsambachtskinderhuis en Utrecht, pintado por Jan Maurits Quinkhard en 1731
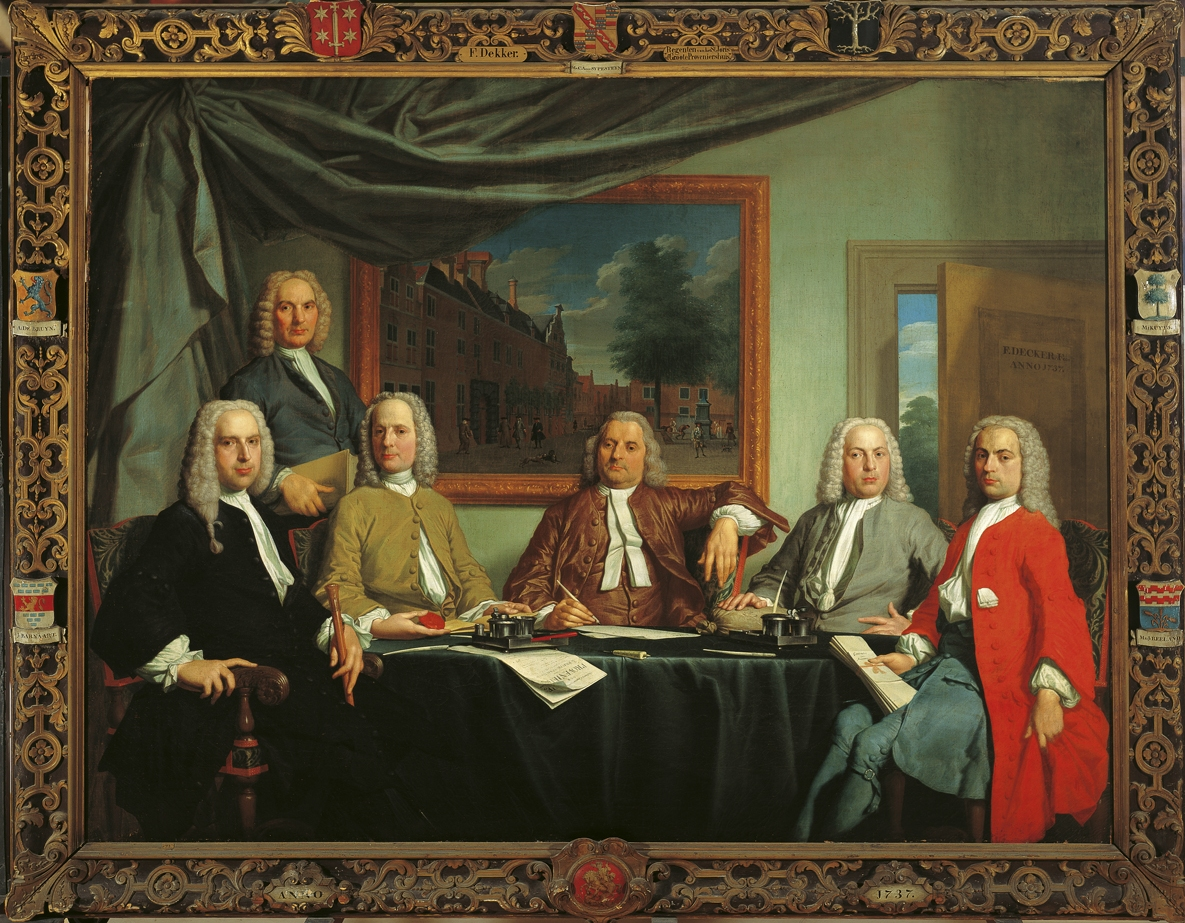
Regentes de la residencia de ancianos Proveniershuis en Haarlem, pintado por Frans Decker en 1736